# Huang Qiushuang
Huang Qiushuang (Xiangyang, Hubei, 28 de mayo de 1992) es una gimnasta artística china, tres veces medallista mundial de bronce en 2010 y 2011.

## 2010
En el Mundial de Róterdam 2010 consigue el bronce en equipos; China queda tras Rusia y Estados Unidos, sus compañeras de equipo son: Jiang Yuyuan, He Kexin, Sui Lu, Deng Linlin y Yang Yilin.

## 2011
En el mundial celebrado en Tokio consiguió el bronce en asimétricas —tras las rusas Viktoria Komova y Tatiana Nabieva— y también el bronce en la competición por equipos—en este caso China quedó situada tras EE. UU. (oro) y Rusia (plata)—.